# Villenave
Villenave is een gemeente in het Franse departement Landes (regio Nouvelle-Aquitaine) en telt 242 inwoners (2005). De plaats maakt deel uit van het arrondissement Dax.

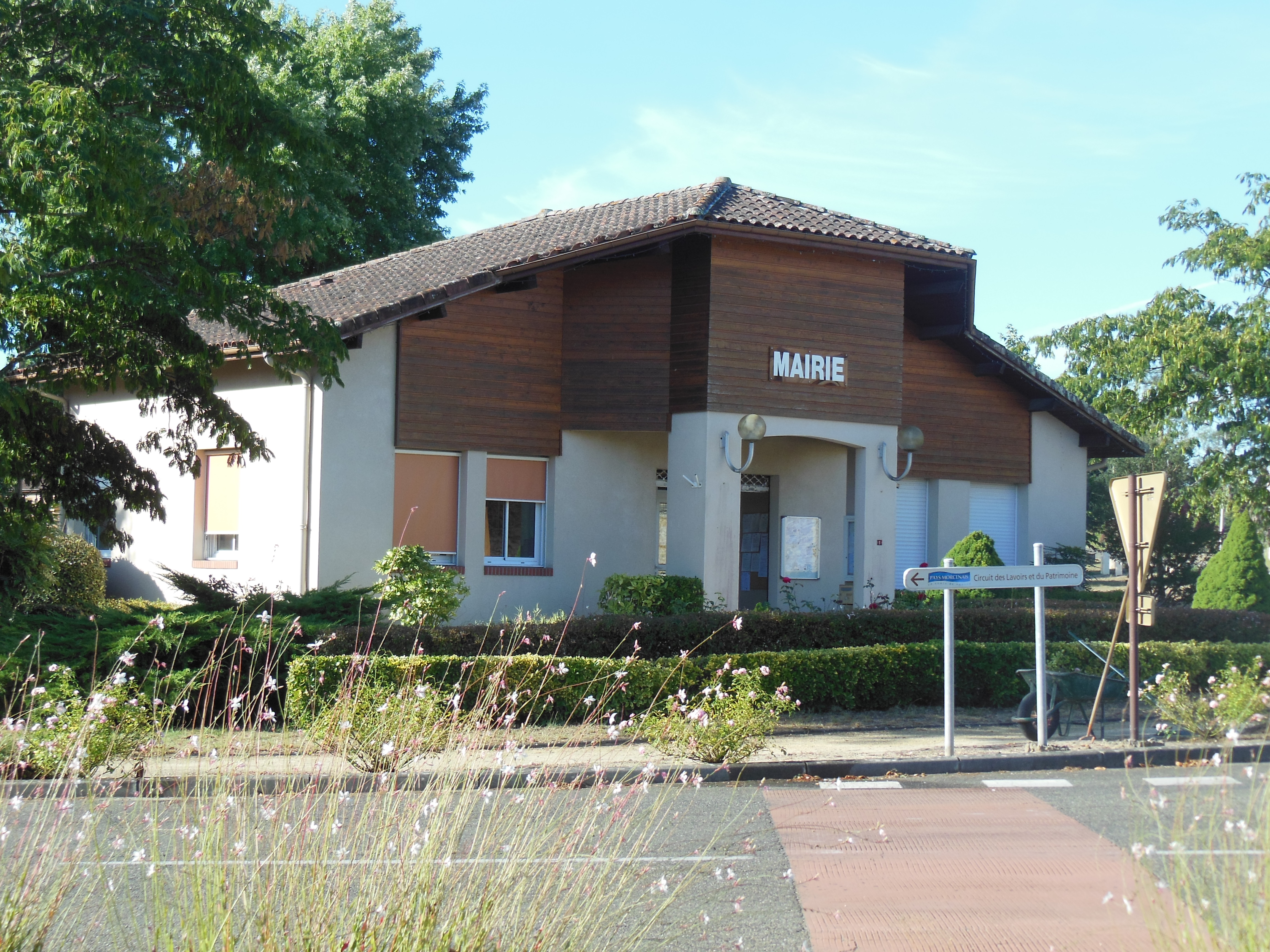
Gemeentehuis
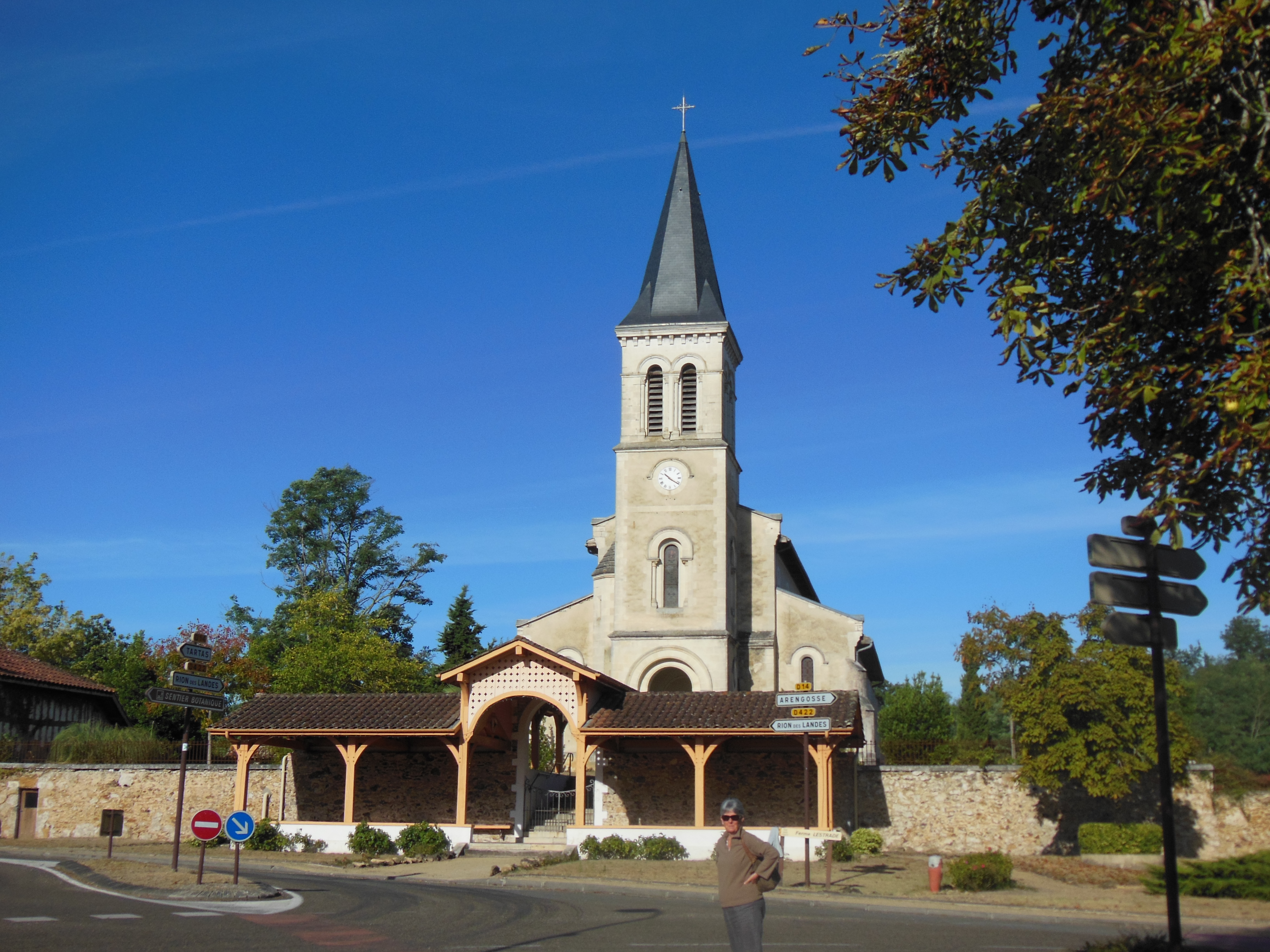
Kerk in Villenave

## Geografie
De oppervlakte van Villenave bedraagt 27,3 km², de bevolkingsdichtheid is 8,9 inwoners per km².
De onderstaande kaart toont de ligging van Villenave met de belangrijkste infrastructuur en aangrenzende gemeenten.

## Demografie
Onderstaande figuur toont het verloop van het inwonertal (bron: INSEE-tellingen).